# Senat der Freien Hansestadt Bremen
Der Senat der Freien Hansestadt Bremen ist die Landesregierung der Freien Hansestadt Bremen und zugleich ein Kollegialorgan der Kommunalverwaltung der Stadtgemeinde Bremen, die mit der Stadtgemeinde Bremerhaven den „Zwei-Städte-Staat“ bildet. Seit 2023 amtierend ist zurzeit der Senat Bovenschulte II.

## Geschichte
Im Mittelalter wurde nach dem gebräuchlichen Stadtrecht und den Statuten von 1433 der Bremer Rath gewählt. Nach 1813 bestand der Bremer Rat – ab 1822 mit der Bezeichnung Senat – aus vier und ab 1849 aus zwei Bürgermeistern und den Ratsherren, die ab 1813/1820 als Senatoren bezeichnet wurden. Der Senat wurde durch den Bürgerconvent kontrolliert, aus dem später die Bremische Bürgerschaft hervorgegangen ist.
Von 1815 an war der Senat die Regierung des souveränen Stadtstaates Freie Hansestadt Bremen, der Teil des Deutschen Bundes war. Nach der Revolution von 1848/49 bestand nach der Landesverfassung eine am 29. März 1849 gewählte Bürgerschaft, aber bereits im März 1852 durch den Senat ohne Rechtsgrundlage aufgelöst wurde. Der Senat erließ eine neue Wahlordnung für die Bürgerschaft mit einem in acht Klassen aufgeteilten Klassenwahlrecht.
Von 1866 bis 1871 war Bremen ein Gliedstaat im Norddeutschen Bund und nachfolgend Bundesstaat des Deutschen Reichs.
Die verfassungsgebende Bremer Nationalversammlung von 1919 hatte 200 Mitglieder und beschloss 1920 eine neue Verfassung. Die Senatoren waren bis 1919 für eine Fülle von Bereichen zuständig, erst ab 1919 wurden den Senatoren bestimmte Ressorts zugeordnet, etwa als Senator für Inneres. Nach der Verfassung von 1920 bestand der Senat aus 14 Mitgliedern, die für unbestimmte Zeit gewählt wurden. Senatoren werden konnten Männer und Frauen, die für die Bürgerschaft wählbar waren und seit einem Jahr in Bremen wohnten. 
Gemäß Artikel 120 der ab 1947 geltenden Landesverfassung der Freien Hansestadt Bremen beschloss der Senat seine Geschäftsverteilung. Seitdem war jedem Senatsmitglied mindestens ein Geschäftsbereich fest zugeordnet. Seit einer Verfassungsänderung vom 8. November 1994 wird der Senatspräsident in einem gesonderten Wahlgang von der Bürgerschaft (und nicht mehr vom Senat selbst) gewählt.

## Senatsbildung und Befugnisse

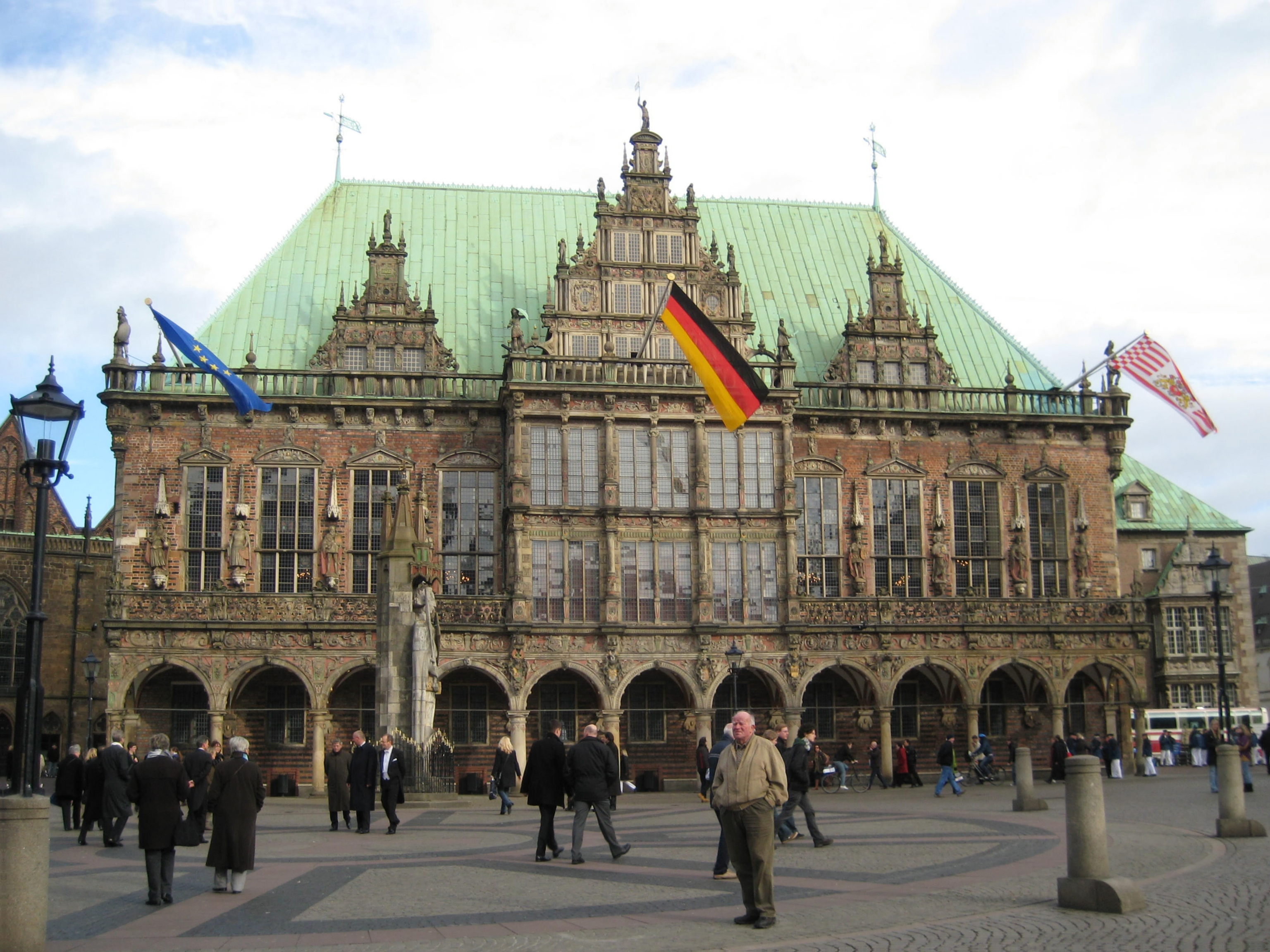
Das Rathaus, der Sitz des Senats der Freien Hansestadt Bremen

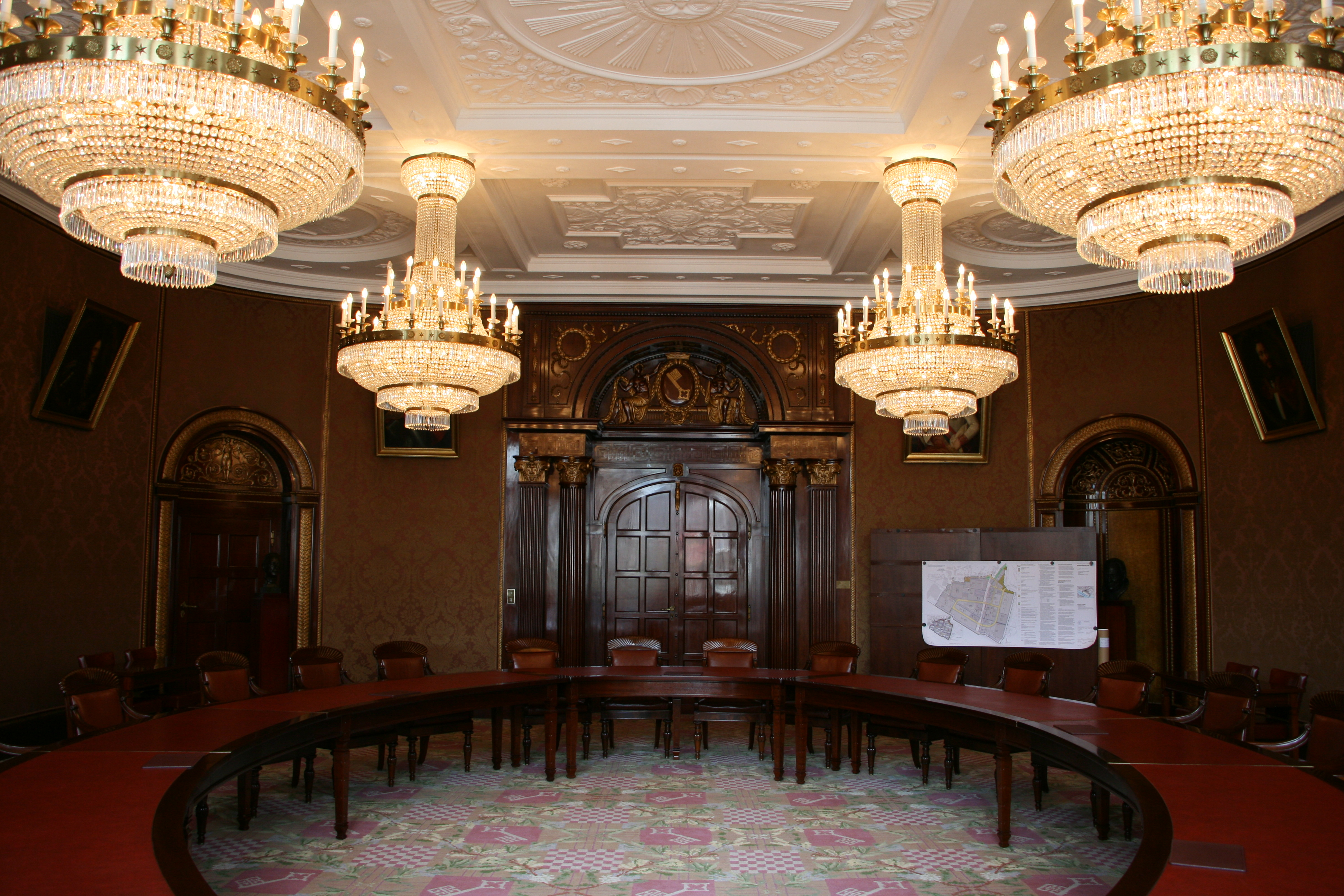
Senatssaal

Bildung, Zusammensetzung und Kompetenzen des Senats sind hauptsächlich in den Artikeln 107 bis 121 der Landesverfassung der Freien Hansestadt Bremen geregelt. Demnach beschließt die Bremische Bürgerschaft die Mitgliederzahl des Senats durch Gesetz und wählt anschließend zuerst den Präsidenten des Senats und danach in einem gesonderten Wahlgang die Senatoren. Auf Vorschlag des Senats kann die Bürgerschaft Staatsräte zu weiteren Mitglieder des Senats wählen, deren Zahl ein Drittel der Zahl der Senatoren nicht übersteigen darf.
Der Präsident des Senats führt zusätzlich die Amtsbezeichnung „Bürgermeister“, ebenso wie ein weiterer vom Senat zu wählender Senator, der als Stellvertreter des Senatspräsidenten fungiert. Der Senat gibt sich eine Geschäftsordnung und verteilt die Geschäftsbereiche der Verwaltungsbehörden und Ämter unter seinen Mitgliedern. Zu den wesentlichen Aufgaben des Senats gehört die Ausführung der Gesetze, die Führung der Verwaltung und die Vertretung Bremens nach außen. Das Amt eines Senatsmitglieds ist mit dem eines Bürgerschaftsabgeordneten unvereinbar; wird ein Mitglied der Bürgerschaft in den Senat gewählt, ruht sein Mandat so lange, wie es dem Senat angehört. Erst nach seinem Ausscheiden aus dem Senat kann es sein Bürgerschaftsmandat wahrnehmen.
Die Amtszeit des Senats ist an die Dauer der Wahlperiode der Bürgerschaft gebunden. Im Gegensatz zu den meisten anderen deutschen Ländern hat die vorzeitige Amtserledigung des Präsidenten des Senats – etwa durch Rücktritt oder Tod – keine Auswirkung auf die Amtsdauer der weiteren Senatsmitglieder. So markierte beispielsweise der Wechsel in diesem Amt während einer laufenden Wahlperiode von Henning Scherf zu Jens Böhrnsen im November 2005 verfassungsrechtlich nicht den Amtsbeginn eines neuen Senats.
Der Präsident des Senats leitet die Geschäfte und Sitzungen des Senats, wobei seine Stimme bei Stimmengleichheit den Ausschlag gibt. Obwohl die Landesverfassung nichts über eine Richtlinienkompetenz des Präsidenten des Senats aussagt, gilt er dennoch in der politischen Praxis als bestimmende Figur und agiert auf Augenhöhe mit den anderen Länderchefs. Jedoch hat er in seiner Partei traditionell nicht die starke Stellung wie viele Regierungschefs anderer deutscher Länder: Kein Senatspräsident war während seiner Amtszeit gleichzeitig Vorsitzender der SPD Bremen.

## Geschäftsverteilung
Der Senat beschließt eigenständig über seine Geschäftsverteilung. Zwar ist die Zahl der Senatsmitglieder per Gesetz festgelegt, die Zahl der Verwaltungsbehörden jedoch nicht. Üblicherweise führt der Präsident des Senats selbst einen Geschäftsbereich und mitunter verantwortet ein Senator mehrere Ressorts. Im Senat der 21. Wahlperiode (seit 2023) wurden zehn Ressorts gebildet:
- Der Senator für Finanzen
- Der Senator für Inneres und Sport
- Die Senatorin für Justiz und Verfassung
- Die Senatorin für Kinder und Bildung
- Der Senator für Kultur
- Die Senatorin für Arbeit, Soziales, Jugend und Integration
- Die Senatorin für Umwelt, Klima und Wissenschaft
- Die Senatorin für Wirtschaft, Häfen und Transformation
- Die Senatorin für Gesundheit, Frauen und Verbraucherschutz
- Die Senatorin für Bau, Mobilität und Stadtentwicklung

## Veränderungen

### Wahl des Präsidenten des Senats durch die Bürgerschaft
Bis 1994 wurde der Bremer Senat als Kollektivorgan von der Bürgerschaft bestellt: Zunächst wählte die Bürgerschaft alle Senatsmitglieder in einem Wahlgang, anschließend konstituierte sich der Senat als Gremium, wählte ohne Beteiligung der Bürgerschaft den Präsidenten des Senats und dessen Stellvertreter und beschloss seine Geschäftsverteilung. Seit einer Verfassungsänderung vom 8. November 1994 wird der Senatspräsident in einem gesonderten Wahlgang von der Bürgerschaft (und nicht mehr vom Senat selbst) gewählt. Erstmals fand diese Bestimmung am 4. Juli 1995 Anwendung, als die Mitglieder der 14. Bürgerschaft in ihrer konstituierenden Sitzung den SPD-Politiker Henning Scherf zuerst zum Präsidenten des Senats und anschließend die sieben Senatoren in einem weiteren Wahlgang wählten.

### Weitere Mitglieder des Senats
Seit dem Jahr 2000 bietet die Landesverfassung der Freien Hansestadt Bremen die Möglichkeit, auch Staatsräte als „weitere Mitglieder des Senats“ zu wählen. Elf Tage nach Inkrafttreten dieser Regelung am 12. Februar 2000 wurden mit den bereits seit 1999 amtierenden Staatsräten Erik Bettermann und Reinhard Metz zum ersten Mal weitere Mitglieder des Senats im Sinne der neuen Verfassungsbestimmung gewählt. Seitdem wurden allerdings nur die jeweiligen Bevollmächtigten der Freien Hansestadt Bremen beim Bund als Staatsräte in den Senat gewählt, um das Land Bremen im Vermittlungsausschuss und im Bundesrat zu vertreten und die drei Stimmen des Landes Bremen im Bundesrat gegebenenfalls als Stimmführerin abzugeben.
Für die dem Senat angehörigen Staatsräte gelten bei ihrer Berufung und in ihren Amtsbefugnissen die gleichen Vorschriften wie für die Senatoren. Damit setzen sie sich von den übrigen Staatsräten ab, die als ranghöchste Beamte des Landes Bremen den Senatoren beigeordnet sind, aber dem Senat selbst nicht angehören:
- Die weiteren Mitglieder des Senats werden von der Bürgerschaft gewählt und leisten ihren Amtseid vor dem Parlament.
- Sie haben Sitz und Stimme im Senat; bei Abstimmungen sind sie nicht an Weisungen des Senators, dessen Behörde sie zugeordnet sind, gebunden.
- Sie können als ordentliche Mitglieder des Bundesrates bestellt werden und dort als Stimmführer der Freien Hansestadt Bremen auftreten.
- Ihre Amtszeit endet mit dem Zusammentritt einer neugewählten Bürgerschaft.

| Name              | Partei | Amt | Amtszeit  |
| ----------------- | ------ | --- | --------- |
| Erik Bettermann   | SPD    | Staatsrat und Bevollmächtigter der Freien Hansestadt Bremen beim Bund, für Europa und Entwicklungszusammenarbeit                                        | 2000–2001 |
| Reinhard Metz     | CDU    | Staatsrat beim Senator für Finanzen | 2000–2003 |
| Kerstin Kießler   | SPD    | Staatsrätin und Bevollmächtigte der Freien Hansestadt Bremen beim Bund, für Europa und Entwicklungszusammenarbeit                                       | 2001–2003 |
| Kerstin Kießler   | SPD    | Staatsrätin und Bevollmächtigte der Freien Hansestadt Bremen beim Bund und für Europa                                                                   | 2003–2007 |
| Kerstin Kießler   | SPD    | Staatsrätin und Bevollmächtigte der Freien Hansestadt Bremen beim Bund                                                                                  | 2007–2011 |
| Eva Quante-Brandt | SPD    | Staatsrätin für Bundes- und Europaangelegenheiten und Integration und Bevollmächtigte der Freien Hansestadt Bremen beim Bund und für Europa             | 2011–2012 |
| Ulrike Hiller     | SPD    | Staatsrätin für Bundes- und Europaangelegenheiten und Integration und Bevollmächtigte der Freien Hansestadt Bremen beim Bund und für Europa             | 2012–2015 |
| Ulrike Hiller     | SPD    | Staatsrätin für Bundes- und Europaangelegenheiten und Bevollmächtigte der Freien Hansestadt Bremen beim Bund, für Europa und Entwicklungszusammenarbeit | 2015–2019 |
| Olaf Joachim      | SPD    | Staatsrat für Medienangelegenheiten, Entwicklungszusammenarbeit und Internationales und Bevollmächtigter der Freien Hansestadt Bremen beim Bund         | seit 2019 |

## Senate seit 1945
Die Senatsbildung in Bremen nach Ende des Zweiten Weltkriegs 1945 zeichnet sich durch eine hohe Kontinuität aus: Aus 19 aufeinander folgenden Bürgerschaftswahlen zwischen 1946 und 2015 ging die SPD als stärkste Fraktion hervor; sie stellte durchgehend den Präsidenten des Senats. Von 1971 bis 1991 regierte die SPD ohne Koalitionspartner. Auch 1946 bis 1947 sowie 1955 bis 1967 verfügte die SPD über die absolute Mehrheit der Sitze im Parlament, regierte aber trotzdem gemeinsam mit anderen Parteien.
Ebenso bemerkenswert ist die geringe Zahl der bisher amtierenden Präsidenten des Senats: Mit Andreas Bovenschulte bekleidet erst der neunte Politiker dieses Amt. Wilhelm Kaisen hatte das Amt mit fast 20 Jahren (August 1945 bis Juli 1965) am längsten inne, Hans Koschnick amtierte 18 Jahre, Klaus Wedemeier, Henning Scherf und Jens Böhrnsen jeweils zehn Jahre.
| Senat           | Amtszeit  | Regierungsparteien                    | Präsident des Senats       | Wahlperiode der Bürgerschaft |
| --------------- | --------- | ------------------------------------- | -------------------------- | ---------------------------- |
| Vagts           | 1945      | SPD, BDV, KPD                         | Erich Vagts (parteilos) 1  | –                            |
| Kaisen I        | 1945–1946 | SPD, BDV, KPD                         | Wilhelm Kaisen (SPD)       | Ernannte Bürgerschaft        |
| Kaisen II       | 1946–1948 | SPD, BDV                              | Wilhelm Kaisen (SPD)       | 1., 2.                       |
| Kaisen III      | 1948–1951 | SPD, BDV                              | Wilhelm Kaisen (SPD)       | 2.                           |
| Kaisen IV       | 1951–1955 | SPD, FDP, CDU                         | Wilhelm Kaisen (SPD)       | 3.                           |
| Kaisen V        | 1955–1959 | SPD, CDU, FDP                         | Wilhelm Kaisen (SPD)       | 4.                           |
| Kaisen VI       | 1959–1963 | SPD, FDP                              | Wilhelm Kaisen (SPD)       | 5.                           |
| Kaisen VII      | 1963–1965 | SPD, FDP                              | Wilhelm Kaisen (SPD)       | 6.                           |
| Dehnkamp        | 1965–1967 | SPD, FDP                              | Willy Dehnkamp (SPD)       | 6.                           |
| Koschnick I     | 1967–1971 | SPD, FDP (bis 1. Juni 1971) 2         | Hans Koschnick (SPD)       | 7.                           |
| Koschnick II    | 1971–1975 | SPD                                   | Hans Koschnick (SPD)       | 8.                           |
| Koschnick III   | 1975–1979 | SPD                                   | Hans Koschnick (SPD)       | 9.                           |
| Koschnick IV    | 1979–1983 | SPD                                   | Hans Koschnick (SPD)       | 10.                          |
| Koschnick V     | 1983–1985 | SPD                                   | Hans Koschnick (SPD)       | 11.                          |
| Wedemeier I     | 1985–1987 | SPD                                   | Klaus Wedemeier (SPD)      | 11.                          |
| Wedemeier II    | 1987–1991 | SPD                                   | Klaus Wedemeier (SPD)      | 12.                          |
| Wedemeier III   | 1991–1995 | SPD, Bündnis 90/Die Grünen, FDP       | Klaus Wedemeier (SPD)      | 13.                          |
| Scherf I        | 1995–1999 | SPD, CDU                              | Henning Scherf (SPD)       | 14.                          |
| Scherf II       | 1999–2003 | SPD, CDU                              | Henning Scherf (SPD)       | 15.                          |
| Scherf III      | 2003–2005 | SPD, CDU                              | Henning Scherf (SPD)       | 16.                          |
| Böhrnsen I      | 2005–2007 | SPD, CDU                              | Jens Böhrnsen (SPD)        | 16.                          |
| Böhrnsen II     | 2007–2011 | SPD, Bündnis 90/Die Grünen            | Jens Böhrnsen (SPD)        | 17.                          |
| Böhrnsen III    | 2011–2015 | SPD, Bündnis 90/Die Grünen            | Jens Böhrnsen (SPD)        | 18.                          |
| Sieling         | 2015–2019 | SPD, Bündnis 90/Die Grünen            | Carsten Sieling (SPD)      | 19.                          |
| Bovenschulte I  | 2019–2023 | SPD, Bündnis 90/Die Grünen, Die Linke | Andreas Bovenschulte (SPD) | 20.                          |
| Bovenschulte II | seit 2023 | SPD, Bündnis 90/Die Grünen, Die Linke | Andreas Bovenschulte (SPD) | 21.                          |

## Listen der Senatoren seit 1945
Die folgenden Listen führen die für einzelne Fachbereiche zuständigen Senatoren seit 1945 auf:
- Liste der Senatoren für Arbeit
- Liste der Senatoren für Bau
- Liste der Senatoren für Bildung
- Liste der Senatoren für Finanzen
- Liste der Senatoren für Gesundheit
- Liste der Senatoren für Häfen
- Liste der Senatoren für Inneres
- Liste der Senatoren für Justiz
- Liste der Senatoren für Religionsgemeinschaften
- Liste der Senatoren für Soziales
- Liste der Senatoren für Umwelt
- Liste der Senatoren für Wirtschaft
- Liste der Senatoren für Wissenschaft